# Pierrette Cassou-Noguès
Pierrette Cassou-Noguès (* 1945 in Rabat) ist eine französische Mathematikerin, die sich mit arithmetischer Geometrie befasst. Sie ist Professorin an der Universität Bordeaux I.

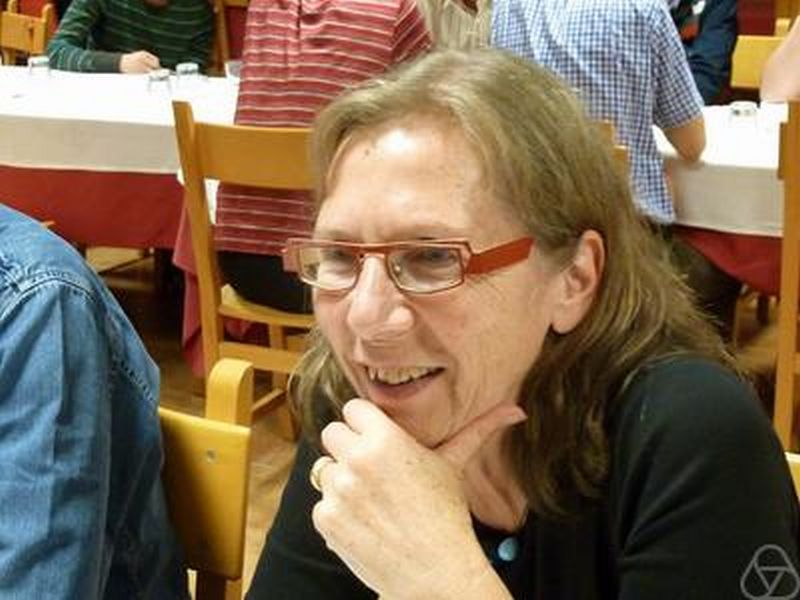
Pierrette Cassou-Noguès, 2010

Cassou-Noguès wurde 1978 bei Jean Fresnel an der Universität Bordeaux I promoviert (Valeurs sur les entiers des fonctions zêta des corps de nombres et des fonctions L des courbes elliptiques). Als Post-Doktorandin war sie 1980 am Institute for Advanced Study. 1985 war sie Benjamin Peirce Lecturer an der Harvard University. 
Sie befasste sich unter anderem mit p-adischen Zetafunktionen. In ihrer Dissertation entwickelte sie die Theorie p-adischer Zetafunktionen über total reellen algebraischen Zahlkörpern (wie gleichzeitig auch Pierre Deligne, Kenneth Ribet und Daniel Barsky), aufbauend auf Arbeiten von Jean-Pierre Serre. Sie befasste sich auch mit Singularitätentheorie in der algebraischen Geometrie.
2005 bis 2007 war sie Gastwissenschaftlerin am Radcliffe College und 1983 und 1987 war sie am IHES. Außerdem war sie 2000 Gastwissenschaftlerin an der Universidad Complutense in Madrid und Gastwissenschaftlerin in Oxford.
Sie ist mit dem Zahlentheoretiker Philippe Cassou-Noguès (* 1944) verheiratet.

## Schriften
- Valeurs aux entiers négatifs des fonctions zêta et fonctions zêta {\displaystyle p}-adiques. In: Inventiones Mathematicae. Band 51, 1979, S. 29–59, (Digitalisat).
- {\displaystyle p}-adic {\displaystyle L}-functions for elliptic curves with complex multiplication I. In: Compositio Mathematica. Band 42, Nr. 1, 1980, S. 31–56, (Digitalisat).